# Brian O'Halloran
Brian Christopher O'Halloran (20 de diciembre de 1969 en Manhattan, Nueva York) es un actor estadounidense, reconocido por sus papeles en películas de Kevin Smith, especialmente interpretando a Dante Hicks en la trilogía de Smith, Clerks, Clerks II y Clerks III
. Además protagonizó la película Vulgar en el año 2000. 
Desde Clerks, O'Halloran se ha desempeñado mayormente en teatro, trabajando con las compañías Boomerang, New Jersey Repertory y Tri-State, entre otras.

## Filmografía

### Cine
| Año  | Título                         | Rol                        | Notas                                   |
| ---- | ------------------------------ | -------------------------- | --------------------------------------- |
| 1994 | Clerks                         | Dante Hicks                |                                         |
| 1995 | Mallrats                       | Gill Hicks                 |                                         |
| 1997 | Groupies                       |                            |                                         |
| 1997 | Chasing Amy                    | Jim Hicks                  |                                         |
| 1999 | Dogma                          | Grant Hicks                | Brian Christopher O'Halloran            |
| 2000 | Clerks: The Animated Series    | Dante Hicks                | Voz                                     |
| 2000 | Vulgar                         | Will Carlson/Flappy/Vulgar | Brian Christopher O'Halloran            |
| 2001 | Jay and Silent Bob Strike Back | Dante Hicks                | Brian Christopher O'Halloran            |
| 2001 | Drop Dead Roses                | Shawn                      | Brian C. O'Halloran                     |
| 2002 | The Flying Car                 | Dante Hicks                |                                         |
| 2003 | Moby Presents: Alien Sex Party | Clerk                      |                                         |
| 2006 | Clerks II                      | Dante Hicks                |                                         |
| 2007 | Brutal Massacre: A Comedy      | Jay                        |                                         |
| 2007 | The Junior Defenders           | Mitch Stone                |                                         |
| 2008 | The Happening                  | Conductor de Jeep          |                                         |
| 2008 | Hooking Up                     | Dr. Jordan                 |                                         |
| 2011 | Pokémon: Black & White         | Mr. Garrison               | Episodio 694: Gotta Catch a Roggenrola! |
| 2012 | Cry for Revenge                | TBA                        |                                         |
| 2015 | Shooting Clerks                | Elis Heimermann            |                                         |
| TBA  | Flea                           | Scavenger                  |                                         |
| 2022 | Clerks III                     | Dante Hicks                |                                         |